# 세이바 인터컨티넨털 항공
세이바 인터컨티넨털 항공(영어: Ceiba Intercontinental Airlines)은 적도기니의 항공사로 총 11개 노선을 취항하고 있다. 본사는 적도기니 말라보 위치해 있으며 2007년에 설립했다. 또한 사용하고 있는 허브 공항으로 말라보 국제공항이 있다.
이 항공사의 경우 유럽 연합 측에서 보안 문제와 기종 노후화 문제를 이유로 EU 역내 취항 금지 항공 회사 목록 리스트에 들어 가면서 유럽 취항을 전면 금지 했으나 현재까지 마드리드 직항 노선을 운항하고 있다.

## 운항 노선
- 2015년 1월 현재 세이바 인터컨티넨털 항공은 다음과 같은 노선을 운항하고 있다.[3]

| 허브 | 허브 공항 |

### 코드쉐어 협정
- 세이바 인터컨티넨털 항공은 다음과 같은 항공사와 코드쉐어 협정을 체결하고 있다.

| - 에어프랑스 (스카이팀) |

## 보유 기종
- 2015년 1월 기준으로 세이바 인터컨티넨털 항공은 다음과 같은 기종을 보유하고 있으며 평균 기령은 6.3년이다.[5][6]

| 기종           | 대수 | 주문 | 비고                           |
| -------------- | ---- | ---- | ------------------------------ |
| ATR 42-320     | 1    | 0    |                                |
| ATR 42-500     | 1    | 0    |                                |
| ATR 72-500     | 2    | 0    |                                |
| 보잉 737-800   | 3    | 0    | 2014년에 최초 도입             |
| 보잉 767-300ER | 1    | 0    | 적도기니 항공 임차 운항        |
| 보잉 777-200LR | 2    | 0    | 화이트 항공 임차 운항 1대 저장 |
| 합계           | 10   | 0    |                                |